# Jaume Collet-Serra
Jaume Collet-Serra (katalán kiejtés: [ˈʒawmə kuˈʎɛt ˈsɛrə]; Sant Iscle de Vallalta, Barcelona, 1974. március 23.–) spanyol-amerikai filmrendező és producer.
Olyan horrorfilmeket rendezett, mint a Viasztestek (2005), Az árva (2009) és A zátony (2016). Egyéb műfajú filmjei közé tartoznak a Liam Neeson főszereplésével készült az Ismeretlen férfi (2011), a Non-Stop (2014), az Éjszakai hajsza (2015) és a The Commuter – Nincs kiszállás (2018) című akcióthrillerek.

## Fiatalkora
Sant Iscle de Vallaltában (Katalónia, Spanyolország) született. 
18 évesen Los Angelesbe költözött, és a Columbia College Hollywoodba járt, mellette pedig szerkesztőként dolgozott, majd videóklipek- és televíziós reklámok készítésébe kezdett olyan cégek számára, mint a Sony, a Budweiser és a Verizon.

## Pályafutása
2005-ben lehetőséget kapott Joel Silver producertől első nagyjátékfilmje megrendezésére. Ez lett a Viasztestek, amely az 1953-as Panoptikum – A viaszbabák háza című film remake-je. Annak ellenére, hogy a kritikusok negatívan értékelték a filmet, bevételi szempontból sikeresen teljesített. Két évvel később rendezte meg a Góóól 2. című focis filmet, a Góóól! folytatását. 
Pályafutása harmadik filmje a 2009-ben bemutatott Az árva című  lélektani horrorfilm volt Vera Farmiga, Peter Sarsgaard és Isabelle Fuhrman főszereplésével, Leonardo DiCaprio produceri közreműködésével. A film általánosságban vegyes értékeléseket kapott, bevételileg jól teljesített.
2011-ben rendezte meg az Ismeretlen férfi című akcióthrillert, Liam Neeson főszereplésével. A film Didier Van Cauwelaert 2003-ban megjelent Out of My Head című francia regénye alapján készült.

## Magánélete
A kaliforniai Los Angeles Hollywood Hills West városrészében lakik.

## Filmográfia

### Film
| Év   | Magyar cím                     | Eredeti cím               | Feladatkör | Feladatkör |
| Év   | Magyar cím                     | Eredeti cím               | Rendező    | Producer   |
| ---- | ------------------------------ | ------------------------- | ---------- | ---------- |
| 2005 | Viasztestek                    | House of Wax              | Igen       | Nem        |
| 2007 | Góóól 2.                       | Goal II: Living the Dream | Igen       | Nem        |
| 2009 | Az árva                        | Orphan                    | Igen       | Nem        |
| 2011 | Ismeretlen férfi               | Unknown                   | Igen       | Nem        |
| 2013 | Emlékbúvár                     | Mindscape                 | Nem        | Igen       |
| 2013 |                                | Hooked Up                 | Nem        | Vezető     |
| 2014 | Non-Stop                       | Non-Stop                  | Igen       | Nem        |
| 2015 | Éjszakai hajsza                | Run All Night             | Igen       | Vezető     |
| 2015 |                                | Eden                      | Nem        | Igen       |
| 2015 | A kihalás szélén               | Extinction                | Nem        | Igen       |
| 2015 | Kanyar                         | Curve                     | Nem        | Igen       |
| 2016 | A zátony                       | The Shallows              | Igen       | Vezető     |
| 2018 | The Commuter – Nincs kiszállás | The Commuter              | Igen       | Vezető     |
| 2020 | Sétarepülés                    | Horizon Line              | Nem        | Vezető     |
| 2021 | Dzsungeltúra                   | Jungle Cruise             | Igen       | Nem        |
| 2022 | Black Adam                     | Black Adam                | Igen       | Nem        |
| 2023 | Megtorlás                      | Retribution               | Nem        | Igen       |
| 2024 | Kézipoggyász                   | Carry-On                  | Igen       | Vezető     |
| 2025 | Nő az udvaron                  | The Woman in the Yard     | Igen       | Vezető     |

### Televízió
| Év   | Magyar cím | Eredeti cím | Feladatkör | Feladatkör | Megjegyzések |
| Év   | Magyar cím | Eredeti cím | Rendező    | Producer   | Megjegyzések |
| ---- | ---------- | ----------- | ---------- | ---------- | ------------ |
| 2012 | A folyó    | The River   | Igen       | Igen       | 2 epizód     |
| 2018 |            | Reverie     | Igen       | Vezető     | 1 epizód     |

## Fordítás
- Ez a szócikk részben vagy egészben  a   Jaume Collet-Serra című angol Wikipédia-szócikk fordításán alapul.  Az eredeti cikk szerkesztőit annak laptörténete sorolja fel. Ez a jelzés csupán a megfogalmazás eredetét és a szerzői jogokat jelzi, nem szolgál a cikkben szereplő információk forrásmegjelöléseként.